# Allainville, Yvelines
Allainville este o comună franceză situată în departamentul Yvelines, în regiunea Île-de-France.

## Geografie

### Localizare
Situată în extremitatea sud-estică a departamentului Yvelines, la granița cu departamentele Essonne și Eure-et-Loir, Allainville este o comună rurală, cu un teritoriu plat și denudat, caracteristic regiunii Beauce.

### Comune limitrofe
| Boinville-le-Gaillard    | Saint-Martin-de-Bréthencourt         | Corbreuse (Essonne)                  |
| Paray-Douaville          |                                      | Chatignonville (Essonne)             |
| Sainville (Eure-et-Loir) | Garancières-en-Beauce (Eure-et-Loir) | Garancières-en-Beauce (Eure-et-Loir) |

### Transporturi și căi de comunicație

#### Rețeaua rutieră
Comuna este deservită de drumul național 191 care leagă Rambouillet de Étampes (Essonne). Este traversată în partea sa estică de autostrada A10 (Paris-Orléans) și găzduiește un nod rutier la intersecția cu DN 191.

### Climă
În 2010, clima comunei era de tip oceanic al câmpiilor din Centru și de Nord, conform unui studiu a CNRS care se baza pe o serie de date care acoperă perioada 1971-2000. În 2020, Météo-France a publicat o tipologie a climei din Franța metropolitană în care comuna este expusă la un climat oceanic și se încadrează în regiunea climatică sud-vestică a bazinului parizian, caracterizată prin precipitații scăzute, în special în primăvară (120 până la 150 mm) și o iarnă rece (3,5 °C).
Pentru perioada 1971-2000, temperatura medie anuală este de 10,8 °C, cu o amplitudine termică anuală de 15,1 °C. Cantitatea medie anuală de precipitații este de 645 mm, cu 10,7 zile de precipitații în ianuarie și 7,6 zile în iulie. Pentru perioada 1991-2020, temperatura medie anuală observată la stația meteorologică cea mai apropiată, situată în comuna Dourdan la 12 km distanță în linie dreaptă, este de 11,4 °C, iar cantitatea medie anuală de precipitații este de 654,2 mm.
Pentru viitor, parametrii climatici estimati pentru comună, pentru anul 2050, conform diferitelor scenarii de emisii de gaze cu efect de seră, pot fi consultati pe un site dedicat publicat de Météo-France în noiembrie 2022.

## Urbanism

### Tipologie
La 1 ianuarie 2024, Allainville este clasificată ca o comună rurală cu habitat dispersat, conform noii grile comunale de densitate cu șapte niveluri definită de INSEE (Institutul Național de Statistică și Studii Economice) în 2022. Este situată în afara unității urbane. În plus, comuna face parte din aria metropolitană a Parisului, fiind una dintre comunele de la periferie, această zonă reunind 1.929 de comune.

### Utilizarea terenului
În 2017, teritoriul comunei era compus din 95,64% spații agricole, forestiere și naturale, 0,63% spații deschise artificializate și 3,73% spații construite artificializate.

## Toponimie
Numele localității este atestat sub formele Villa Alleni în secolul al IX-lea; Alenvilla; Aleinvilla în secolul al XIII-lea; Franciade-Libre în timpul Revoluției, înainte de a-și relua numele Allainville în 1793, apoi Allainville en Hatouville în 1801.
Este o formațiune toponimică medievală în „-ville” cu sensul vechi de „domeniu rural”, precedată de un antroponim.
Potrivit unor autori, care nu sunt toponimiști, numele Allainville ar face referire la poporul alanilor care au fondat un regat centrat pe Orléans și care au populat regiunea,. Or, nu există nicio dovadă a existenței acestui toponim anterior secolului al IX-lea, în plus, formațiunile în „-ville” nu sunt atestate înainte de secolul al VII-lea sau al VIII-lea.
De aceea, Albert Dauzat propune numele de persoană Alanus (înțelegând Alain), care poate reprezenta efectiv un supranume etnic care s-ar fi răspândit în regiune anterior, sau numele de persoană germanic Allin. Forma Allenus din secolul al IX-lea în loc de *Alanus, precum și cele următoare, pledează mai degrabă pentru a doua ipoteză.

## Istorie
Pe 19 mai 1940, un bombardier german Junkers 88A este lovit de artileria antiaeriană franceză: ia foc și aterizează în locul numit la Pièce de l'Hôtel-Dieu din cătunul Obville al comunei: cei patru aviatori germani sunt dezarmați, unul dintre ei avea să moară a doua zi.
În noaptea de 5 spre 6 iulie 1944, în preludiul eliberării, un bombardier Halifax-tip BIII este doborât de un vânător de noapte JU88 al Luftwaffe și cade în flăcări în locul numit le Buisson, între cătunul Obville și Chatignonville: doi aviatori (englez și canadian) au murit și au fost înmormântați în cimitirul comunei.

## Populația și societatea

### Date demografice
Evoluția numărului de locuitori este cunoscută prin recensămintele populației efectuate în comună începând din 1793. Pentru comunele cu mai puțin de 10 000 de locuitori, un recensământ al întregii populații este realizat la fiecare cinci ani, populațiile legale pentru anii intermediari fiind estimate prin interpolare sau extrapolare.
În 2022, comuna număra 281 locuitori, în scădere cu -7,57 % față de 2016 (Yvelines: +2,72 %, Franța fără Mayotte: +2,11 %).
| An        | 1793 | 1821 | 1841 | 1856 | 1876 | 1886 | 1901 | 1921 | 1936 | 1962 | 1982 | 2006 | 2014 | 2022 |
| --------- | ---- | ---- | ---- | ---- | ---- | ---- | ---- | ---- | ---- | ---- | ---- | ---- | ---- | ---- |
| Populație | 322  | 345  | 346  | 363  | 350  | 452  | 348  | 283  | 307  | 243  | 181  | 305  | 301  | 281  |

## Cultură locală și patrimoniu

### Locuri și monumente
- Biserica Saint-Pierre: biserică în stil roman din piatră datând din secolul al XIII-lea. Clopotnița cu trei etaje se înalță pe partea dreaptă a corului[31].
- Primărie-școală: clădire din piatră, cu ornamente din cărămidă roșie, construită în 1911.
- Urme de drum galo-roman și morminte din aceeași perioadă.

### Personalități
- Agnès Varda (1928-2019), fotografă, regizoare de film și artistă vizuală, a filmat, printre altele, în 2002 filmul Deux ans après în mai multe sate din Beauce: Allainville, Barmainville, Oysonville și Sainville[32].